# 2018-as magyar nemzeti tanácsi választás
2018. november 4-én harmadszor került sor a Magyar Nemzeti Tanács (MNT) megválasztására Szerbiában.

## Háttér
A Szerbiában élő nem szerb nemzetiségek legfőbb önigazgatási szervei 2010 óta a nemzeti tanácsok, melyek kulturális autonómiát biztosítanak. A 22 nemzetiség közül 18 közvetlenül, 4 pedig közvetve, elektorok útján választja meg a maga önkormányzatát. 

## Választási rendszer
Azok a magyar nemzetiségű szerbiai állampolgárok élhettek szavazati jogukkal, akik 2018. október 31-ig feliratkoztak a magyar választói névjegyzékre a lakhelyük szerint illetékes helyi önkormányzat általános közigazgatási és közös feladatok hivatalában. Az egyfordulós választáson listákra lehetett szavazni, bejutási küszöb nem volt. A listaállításhoz 1500 hitelesített aláírást kellett összegyűjteniük a jelölőszervezeteknek. Összesen 35 mandátumot osztottak ki arányos rendszerben. Az MNT mandátuma 4 évre szól. A szervezést a Köztársasági Választási Bizottság (RIK) végzi.

## Listák és támogatóik
Két lista közül lehetett választani:
1. „Magyar Összefogás” lista (Vajdasági Magyar Szövetség)
2. „Magyar Mozgalom – Zsoldos Ferenc” lista (Magyar Mozgalom)

### Jelöltek
| 1. „Magyar Összefogás” lista | 2. „Magyar Mozgalom – Zsoldos Ferenc” lista |
| --- | --- |
| 1. Hajnal Jenő 2. Jerasz Anikó 3. Dr. Mészáros Zoltán 4. De Negri Ibolya 5. Sárközi István 6. Erdődi Edvina 7. Kálló Béla 8. Verebes Krnács Erika 9. Paskó Csaba 10. Dr. Vitkay-Kucsera Ágota 11. Dolinszky Gábor 12. Bajusz Koncz Ágnes 13. Ternovácz István 14. Kisimre Szerda Anna 15. Molnár Attila 16. Petkovics Márta 17. Perpauer Attila 18. Linka Berecz Gabriella 19. Baráth Gábor Gergely 20. Bacsik Lőrincz Natália 21. Fazekas Róbert 22. Csikós Krisztina 23. Losoncz Dávid 24. Turkál Marianna 25. Dr. Dudás Attila 26. Ábrahám Csilla 27. Szlákó József 28. Péter Krisztina 29. Teslić Zoran 30. Györe Decsov Emese 31. Boja András 32. Oláj Ibolya 33. Sóti Attila 34. Zséli Ágnes 35. Sutus Áron | 1. Zsoldos Ferenc 2. Mengyán Pletikoszity Ildikó 3. Kalmár Zsuzsanna 4. Kucsera Géza 5. Novák Anikó 6. Balogi András 7. Berze Gizella 8. Lepes Josip 9. Кnézi Péter 10. Kókai Péter 11. Miskolczi József 12. Joó Horti Lívia 13. Kis László 14. Csízik Károly 15. Bence Erika 16. Radics Viktória 17. Balla Lajos 18. Józsa László 19. Hernyák György 20. Kókai Zoltán 21. Hajdú Sára 22. Tomek Viktor 23. Halász Mónika 24. Légvári Ágoston 25. Kerekes Sándor 26. Burány Katalin 27. Kajári Ferenc 28. Bende Ilona 29. Sebők Ferenc 30. Garai Gergely 31. Híres Ede 32. Sövény Ferenc 33. Maglai Ildikó 34. Mák János 35. Simon Zsolt |

A Vajdasági Magyarok Demokratikus Közössége (VMDK) nem tudta összegyűjteni az induláshoz szükséges aláírásokat, szerintük a Vajdasági Magyar Szövetség (VMSZ) lehetetlenítette el az aláírásgyűjtésüket. Ezután a választás bojkottjára szólították fel az embereket.

## Eredmények
| 2018-as magyar nemzeti tanácsi választás | 2018-as magyar nemzeti tanácsi választás | 2018-as magyar nemzeti tanácsi választás | 2018-as magyar nemzeti tanácsi választás | 2018-as magyar nemzeti tanácsi választás | 2018-as magyar nemzeti tanácsi választás | 2018-as magyar nemzeti tanácsi választás |
| ---------------------------------------- | ---------------------------------------- | ---------------------------------------- | ---------------------------------------- | ---------------------------------------- | ---------------------------------------- | ---------------------------------------- |
| Választásra jogosultak száma             | Választásra jogosultak száma             | 129 471 fő                               | 100%                                     |                                          |                                          |                                          |
| Szavazatok                               | Szavazatok                               | Száma                                    | Aránya (%)                               |                                          |                                          |                                          |
| Összes leadott szavazat                  | Összes leadott szavazat                  | 47 309                                   | 36,54 (100%)                             |                                          |                                          |                                          |
| – ebből érvénytelen                      | – ebből érvénytelen                      | 627                                      | 1,33                                     |                                          |                                          |                                          |
| – ebből érvényes                         | – ebből érvényes                         | 46 682                                   | 98,67                                    |                                          |                                          |                                          |
| Listák                                   | Listák                                   | Szavazatok                               | Szavazatok                               | Mandátumok                               | Mandátumok                               | Mandátumok                               |
| Listák                                   | Listák                                   | Száma                                    | Aránya (%)                               | Száma                                    | Aránya (%)                               | Változás az előző választáshoz képest    |
|                                          | „Magyar Összefogás” lista                | 39 166                                   | 83,90                                    | 30                                       | 85,71                                    | –1                                       |
|                                          | „Magyar Mozgalom – Zsoldos Ferenc” lista | 7 516                                    | 16,10                                    | 5                                        | 14,29                                    | +5                                       |
| Összesen                                 | Összesen                                 | 46 682                                   | 100                                      | 35                                       | 100                                      | –                                        |